# Carol al VII-lea al Sfântului Imperiu Roman
Carol Albert (n. 6 august 1697, Brussel, Comunitatea Francofonă din Belgia⁠(d), Belgia – d. 20 ianuarie 1745, München, Electoratul Bavariei) aparținând Casei de Wittelsbach, a fost duce al Bavariei și împărat romano-german al Sfântului Imperiu Roman sub numele de Carol al VII-lea între 1742 și 1745, împotriva dreptului Mariei Terezia de Habsburg de a succeda tatălui ei la tronul imperial (vezi și: Pragmatica Sancțiune, Războiul de Succesiune Austriacă).